# ムスタファ・ベナサー
ムスタファ・ベナサー（Mustapha Bennacer、1977年7月27日 - ）は、アルジェリアの長距離走の選手である。
2004年の夏季オリンピックに男子マラソンで出場した。

## 参照資料
1. ↑  “Mustapha Bennacer Olympic Results”.  Sports Reference LLC. 2020年4月17日時点のオリジナルよりアーカイブ。2017年5月29日閲覧。